# Micronevrina setosa
Micronevrina setosa är en tvåvingeart som beskrevs av Permkam och Albany Hancock 1995. Micronevrina setosa ingår i släktet Micronevrina och familjen borrflugor. Inga underarter finns listade i Catalogue of Life.